# Christa Vogel
Christa Vogel (ur. 16 czerwca 1943 w Berlinie, zm. 21 marca 2005 w Moskwie), niemiecka tłumaczka literatury polskiej i rosyjskiej.
Studiowała slawistykę i teatrologię w Berlinie i Krakowie. Pod koniec lat 60. XX wieku rozpoczęła tłumaczenia polskiej literatury na język niemiecki.
Oprócz tłumaczeń literackich pracowała najpierw jako dramaturg w berlińskim teatrze Schillertheater w czasie, gdy jeszcze pracował tam Boleslaw Barlog a później jako dramaturg filmowy dla berlińskiego nadawcy telewizyjnego SFB (Sender Freies Berlin pol. Nadawca Wolny Berlin).
Na początku lat 90. wyjechała do syberyjskiego Omska w sprawie produkcji teatralnej. Odtąd Omsk stał się dla niej drugą ojczyzną. Swoje przeżycia z tego okresu opisała w książce Gorąca Syberia (Heißes Sibirien).

## Tłumaczeni autorzy z polskiego
- Janusz Głowacki
- Ireneusz Iredyński
- Ludwik Jerzy Kern
- Sławomir Mrożek
- Zofia Nałkowska
- Tadeusz Różewicz
- Stanisław Witkiewicz
- Adam Zagajewski

## Tłumaczeni autorzy z rosyjskiego
- Anna Dankowcewa
- Aleksandr Gribojedow
- Andriej Kurkow